# Velké mořské jezero
Velké mořské jezero (rusky Морское Большое озеро, Большое Морское озеро, jakutsky Майнычин Анкаватын) je jezero na severovýchodě Kolymské nížiny v Jakutské republice v Rusku. Má rozlohu 205 km².

## Pobřeží
Pobřeží je nížinné, málo členité. Nedaleko se nachází Malé mořské jezero.

## Vodní režim
Zdroj vody je sněhový a dešťový. Zamrzá na konci září a rozmrzá v červnu. Z jezera odtéká řeka Ankavaam (přítok Velké Čukočji).